# Luxe, calme et volupté
Luxe, calme et volupté (i svensk översättning Lyx, lugn och vällust) är en oljemålning av den franske konstnären Henri Matisse. Den målades 1904 och är utställd på Musée d'Orsay i Paris.
Matisse målade Luxe, calme et volupté under en sommarvistelse hos vännen Paul Signac i Saint-Tropez i södra Frankrike. Den visar på början på Matisses övergång från postimpressionism till fauvism vilket skulle bli hans bidrag till konsthistorien. Han dröjde sig fortfarande kvar vid Signacs pointillism, men hade vid tidpunkten också börjat utforska de rena färgernas uttrycksvärde i fauvistisk anda. När Raoul Dufy såg målningen skrev han (i engelsk översättning) "in front of this picture ... impressionist realism lost all its charm for me as I looked at this miracle of creative imagination at work in colour and line". Målningen ställdes 1905 ut på Société des artistes indépendants där den inhandlades av Signac. Matisse slog igenom på höstsalongen samma år där han och några likasinnade konstnärer benämndes Les fauves, ”vilddjuren”, ett namn som anspelade på målningarnas våldsamma färgeffekter och de djärva förenklingarna. 
Titeln är hämtad från en rad ur L'Invitation au voyage, en dikt av Charles Baudelaire, som skildrar ett idealland med orden "Là, tout n'est qu'ordre et beauté, luxe, calme et volupté." Matisse återkom till samma motiv 1905 med Pastoral och 1906 med Livsglädjen. Målningen donerades 1982 av Paul Signacs dotter Ginette till Centre Georges Pompidou och är sedan 1985 deponerad på Musée d'Orsay.